# Charlotte (Tennessee)
Charlotte – miasto w Stanach Zjednoczonych, w stanie Tennessee, siedziba administracyjna hrabstwa Dickson.